# Oberea nigrolineatipennis
Oberea nigrolineatipennis là một loài bọ cánh cứng trong họ Cerambycidae.